# ماوراء: دو روح
ماوراء: دو روح یا بیاند: تو سولز (به انگلیسی: Beyond: Two Souls) یک بازی ویدئویی به سبک درام تعاملی و اکشن ماجراجویی است که توسط استودیوی فرانسوی کوآنتیک دریم ساخته شده و سونی اینتراکتیو انترتینمنت آن را در ۸ اکتبر ۲۰۱۳ برای کنسول پلی‌استیشن ۳ منتشر کرده است. بازی برای اولین بار در نمایشگاه ای۳ سال ۲۰۱۲ توسط دیوید کیج، مؤسس و مدیر ارشد اجرایی کوآنتیک دریم رونمایی شد. الیوت پیج بازیگر کانادایی در نقش جُودی هولمز و ویلم دفو در نقش نیتن داوکینز با کمک فناوری ضبط حرکت در این بازی حضور دارند. برای الیوت پیج در بازی بیش از ۲۰۰۰ صفحه فیلمنامه نوشته شده است. ماوراء: دو روح همانند بازی قبلی کوآنتیک دریم یعنی هوی رین، استفاده از کنترل پلی‌استیشن موو را پشتیبانی می‌کند. نسخه کنسول پلی‌استیشن ۴ این بازی در نوامبر ۲۰۱۵، عرضه شد. همچنین در طی کنفرانس توسعه‌دهندگان بازی در مارس ۲۰۱۹، کوآنتیک دریم اعلام کرد قصد انتشار بازی ماوراء: دو روح را در کنار هوی رین و دیترویت: بیکام هیومن برای مایکروسافت ویندوز به صورت انحصاری از طریق فروشگاه اپیک گیمز دارد.

## روند بازی
بیاند: تو سولز یک بازی درام تعاملی و اکشن ماجراجویی است و بازیکن برای پیشروی در بازی نیاز به حرکت و هدایت شخصیت و تعامل با اشیاء و شخصیت غیرقابل‌بازی (ان‌پی‌سی) در صحنه و محیط بازی دارد. بازیکن در درجه اول کنترل شخصیت اصلی، یعنی جودی هولمز را در محیط بازی در دست دارد. با این حال در بیشتر زمان‌ها بازیکن (و یا دومین بازیکن از طریق حالت چندنفره) می‌تواند به جای جودی، کنترل شخصیت آیدن را بدست گیرد که به عنوان یک ماهیت تجرد، به‌طور دائم در ضمیر ناخودآگاه جودی وجود دارد و قادر به حرکت از میان دیوار، اشیاء و حتی انسان‌ها است؛ با این حال به دلیل پیوند غیر مادی که با جُودی دارد، حرکت آیدن تنها در داخل شعاعی مشخص شده در اطراف جودی محدود است. هنگام بازی با جودی، مکانیک بازی شامل تعامل با اشیاء و شخصیت‌های غیرقابل کنترل با نقطه‌ای سفید رنگ مشخص می‌شود که با حرکت کنترل در جهت این نقطه می‌توان بر آن‌ها تأثیر گذاشت. همچنین هنگام بازی با آیدن، بازی به صورت مونوکروم (تک رنگ) در می‌آید.
بازیکن بر اساس تصمیم‌هایی که در طول بازی می‌گیرد، روند داستانی خود را مشخص می‌کند. علاوه بر این تأثیر گفتگوها، تحولات داستانی و نتیجه کل در پایان صحنه‌ها (در برخی موارد دست‌آوردهای انتهایی چندین فصل بعدتر) می‌تواند تا حد زیادی توسط انتخاب‌های بازیکن تغییر کند. در مجموع ۲۴ پایان برای این بازی در نظر گرفته شده است که همهٔ آن‌ها به زنده یا مرده بودن شخصیت‌ها در انتهای روایت داستان بستگی دارد.

## رونمایی
بازی در جریان کنفرانس سونی در نمایشگاه رسانه و تجارت ای۳ ۲۰۱۲ برای اولین بار رونمایی شد. دمویی که از بازی در ای۳ پخش شد فقط بخش کوتاهی از پانزده دقیقه روندبازی بود که بعداً به صورت اختصاصی برای گزارشگران نمایش داده شد. این دمو با حرکت قطاری در شبی بارانی شروع می‌شود که جودی هولمز (قهرمان اصلی بازی) در آن خفته است. بازیکن می‌تواند با آیدن (روحی که جودی از کودکی با آن در ارتباط است) دور قطار پرواز کند و وقتی جلوتر از قطار بر روی ریل پیش می‌رود، متوجه می‌شویم که پلیس‌های ایالتی راه را بسته‌اند. آیدن می‌تواند سخنان پلیس‌ها را شنود کند و با این کار متوجه می‌شویم که نیروهای پلیس منتظر رسیدن قطار و به دنبال جودی هستند. ضرب آهنگ بازی تند می‌شود. آیدن پرواز کنان برمی‌گردد تا جودی را خبر کند. او با انداختن بطری آبی، جودی را بیدار می‌کند. اما دیر شده و پلیس‌ها وارد قطار شده‌اند. از اینجا کنترل جودی دست بازی کننده می‌افتد و او باید از دست دو پلیسی که از وی کارت شناسایی می‌خواهند، فرار کند.
فصل تعقیب و گریز درون قطار و روی سقف آن ادامه پیدا می‌کند و در تمام این فصل‌ها کنترل مستقیم حرکت‌های جودی در دستان بازی کننده است. البته فصول کلیدزنی نیز وجود دارند که به گفته دیوید کیج در بازی با کنترل مستقیم تلفیق شده‌اند.
ماوراء: دو روح آخرین کار نورمن کوربی آهنگ‌ساز کانادایی بود که بر اثر سرطان پانکراس در ۲۵ ژانویه ۲۰۱۳ درگذشت و لورن بالفه آهنگساز اسکاتلندی که موسیقی متن بازی‌های اساسینز کرید ۳ و کرایسیس ۲ نیز از کارهای او می‌باشد، بعد از مرگ وی به عنوان آهنگساز بازی جایگزین او شد.

## شخصیت‌های اصلی
- جُودی هولمز (به انگلیسی: Jodie Holmes) (الن پیج)
- آیدن (به انگلیسی: Aiden)
- نِیتِن داوکینز (به انگلیسی: Nathan Dawkins) (ویلم دفو)
- کول فریمن (به انگلیسی: Cole Freeman) (کادئم هاردیسون)
- رایان کلیتون (به انگلیسی: Ryan Clayton) (اریک وینتر)

## بازتاب‌ها
| گردآورنده  | امتیاز |
| ---------- | ------ |
| گیم‌رنکینگز | ۷۲٫۰۴٪ |
| متاکریتیک  | ۷۰/۱۰۰ |

| ناشر         | امتیاز  |
| ------------ | ------- |
| اج           | ۵/۱۰    |
| یوروگیمر     | ۶/۱۰    |
| گیم اینفورمر | ۷٫۷۵/۱۰ |
| گیم رولیشن   | ۴/۵     |
| گیم‌اسپات     | ۹/۱۰    |
| گیم‌تریلرز    | ۷٫۲/۱۰  |
| آی‌جی‌ان       | ۶/۱۰    |
| ام! گیمز     | ۸۹/۱۰۰  |

ماوراء: دو روح از زمان عرضه نقدهای مختلفی، نظیر مثبت و منفی از منتقدین وبگاه‌های بازی رایانه‌ای دریافت کرده است. این بازی با میانگین امتیاز ۷۲٫۰۴ و ۷۰ از ۱۰۰ به ترتیب در وبگاه‌های گیم‌رنکینگز و متاکریتیک قرار دارد. وبگاه گیم‌اسپات نقدهای مثبتی دربارهٔ بازی نموده و آن را مورد تحسین قرار داده است. از دید گیم‌اسپات طراحی زیبای شخصیت‌ها به همراه احساسات آن‌ها، تصمیماتی که داستان بازی را رقم می‌زند، داستانی تکان‌دهنده که به بررسی ناکامی‌های بشر پرداخته و کنترل بازی که بازیکن را به موقعیت و گرفتاری‌های جودی برده از نقات قوت بازی هستند. منتقدین وبگاه آی‌جی‌ان تجربه بازی را بسیار تأثیرناپذیر و بدون معنی و پاداش بیان کردند، همچنین مکانیزم مبارزات ضعیف، داستان مبهم و تصمیمات بازیکن در حین بازی را بدون اهمیت شمردن و جزو نقات ضعف دیگر بازی بیان کردند و امتیاز ۶ از ۱۰ را برای آن برگزیدند. مجله فوربز از بازی بسیار تحسین کرده و از دید آن‌ها این فقط یک بازی کلیشه ای نیست. بازی کرکترها در این بازی به گونه ای می‌باشد که شما حس نخواهید کرد در حین بازی با شخصیت‌ها هستید بلکه حس می‌کنید در حال زندگی با آنها هستید. همچنین پایان قوی داستان را نقطه قوت اصلی کار عنوان کرده است و به آن امتیاز ۹ از ۱۰ را داده است.
در بیشتر وبگاه‌های نقد بازی اجرای فوق‌العاده الن پیج در نقش جودی هولمز مورد تحسین قرار گرفته است.